# Daucus guttatus
Daucus guttatus ist eine Pflanzenart aus der Gattung der Möhren (Daucus).

## Merkmale
Daucus guttatus ist ein einjähriger Schaft-Therophyt, der Wuchshöhen von 20 bis 60 Zentimeter erreicht. Die Hüllblätter überragen die Doldenstrahlen geringfügig. Die Blüten in der Mitte der Dolden und Döldchen sind manchmal unfruchtbar und schwärzlich. Die Nebenrippenstacheln der Teilfrüchte verbreitern sich am Grund, sie fließen jedoch nicht deutlich zusammen. Sie sind doppelt so lang wie die Teilfrüchte breit. 
Die Blütezeit reicht von Mai bis Juni.
Die Chromosomenzahl beträgt 2n = 20.

## Vorkommen
Daucus guttatus kommt im östlichen Mittelmeerraum vor. Man findet sie in Italien, Albanien, Serbien, Montenegro, Mazedonien, Griechenland, Kreta, Rumänien, Bulgarien, Libyen, Ägypten, auf der Sinaihalbinsel, in Syrien, Israel, in der Türkei, im Libanon, Irak, Iran und auf Zypern.
Auf Kreta wächst sie in Phrygana, Olivenhainen, Kiefernwäldern, Schluchten, Sandküsten, Ruderalstellen und Brachland in Höhenlagen von 0 bis 1400 Meter.